# Mannschaftskader der Chinesischen Mannschaftsmeisterschaft im Schach 2008
Die Liste der Mannschaftskader der Chinesischen Mannschaftsmeisterschaft im Schach 2008 enthält alle Spieler, die in der Chinesischen Mannschaftsmeisterschaft im Schach 2008 mindestens einmal eingesetzt wurden mit ihren Einzelergebnissen.

## Allgemeines
Die Zahl der gemeldeten Spieler war nicht begrenzt. Während die Beijing Patriots mit sechs Spielern auskamen, setzte Wuxi Tiancheng Real Estate zwölf Spieler ein. Insgesamt kamen 83 Spieler zum Einsatz, von denen 14 alle Wettkämpfe mitspielten.
Punktbeste Spieler waren Tan Zhongyi (Chongqing Mobile), Zhao Xue (Beijing Patriots) und Ni Hua (Shanghai Jianqiao University) mit jeweils 12,5 Punkten aus 18 Partien, Ju Wenjun (Shanghai Jianqiao University) erzielte 12 Punkte aus 17 Partien.
In dieser Saison erreichte niemand 100 %, die prozentual besten Ergebnisse (je 83,3 %) gelangen Alexander Motyljow (Chongqing Mobile) mit 7,5 Punkten aus 9 Partien und Ernesto Inarkiew (Wuxi Tiancheng Real Estate) mit 5 Punkten aus 6 Partien.

## Legende
Die nachstehenden Tabellen enthalten folgende Informationen:
- Nr.: Ranglistennummer
- Titel: FIDE-Titel zu Saisonbeginn (Eloliste vom Januar 2008); GM = Großmeister, IM = Internationaler Meister, FM = FIDE-Meister, WGM = Großmeister der Frauen, WIM = Internationaler Meister der Frauen, WFM = FIDE-Meister der Frauen, CM = Candidate Master, WCM = Candidate Master der Frauen
- Elo: Elo-Zahl zu Saisonbeginn (Eloliste vom Januar 2008), sofern vorhanden
- Nation: Nationalität gemäß Eloliste vom Januar 2008; AUS = Australien, CHN = China, ENG = England, GEO = Georgien, IND = Indien, MDA = Moldawien, MGL = Mongolei, QAT = Katar, RUS = Russland, SIN = Singapur, SWE = Schweden
- G: Anzahl Gewinnpartien
- R: Anzahl Remispartien
- V: Anzahl Verlustpartien
- Pkt.: Anzahl der erreichten Punkte
- Partien: Anzahl der gespielten Partien
- Elo-Performance: Turnierleistung der Spieler mit mindestens 5 Partien
- Normen: Erspielte Normen für FIDE-Titel

## Shanghai Jianqiao University
| Nr. | Titel | Name           | Elo  | Nation | G | R  | V | Pkt. | Partien | Elo-Performance | Normen |
| --- | ----- | -------------- | ---- | ------ | - | -- | - | ---- | ------- | --------------- | ------ |
| 1   | GM    | Ni Hua         | 2680 | CHN    | 9 | 7  | 2 | 12,5 | 18      | 2620            |        |
| 2   | GM    | P. Harikrishna | 2659 | IND    | 2 | 4  | 0 | 4    | 6       | 2601            |        |
| 3   | GM    | Zhou Jianchao  | 2551 | CHN    | 4 | 14 | 0 | 11   | 18      | 2613            |        |
| 4   |       | Lou Yiping     | 2333 | CHN    | 4 | 4  | 3 | 6    | 11      | 2521            | IM     |
| 5   |       | Lu Yijie       | 2283 | CHN    | 0 | 0  | 1 | 0    | 1       |                 |        |
| 6   | GM    | Pia Cramling   | 2550 | SWE    | 3 | 1  | 2 | 3,5  | 6       | 2422            |        |
| 7   | WGM   | Wang Pin       | 2415 | CHN    | 0 | 4  | 1 | 2    | 5       | 2229            |        |
| 8   |       | Ju Wenjun      | 2360 | CHN    | 9 | 6  | 2 | 12   | 17      | 2562            | WGM    |
| 9   | WIM   | Zhang Xiaowen  | 2309 | CHN    | 4 | 1  | 3 | 4,5  | 8       | 2363            |        |

## Beijing Patriots
| Nr. | Titel | Name             | Elo  | Nation | G  | R  | V | Pkt. | Partien | Elo-Performance | Normen |
| --- | ----- | ---------------- | ---- | ------ | -- | -- | - | ---- | ------- | --------------- | ------ |
| 1   | GM    | Wang Hao         | 2665 | CHN    | 6  | 9  | 2 | 10,5 | 17      | 2591            |        |
| 2   | GM    | Wadim Swjaginzew | 2646 | RUS    | 2  | 3  | 1 | 3,5  | 6       | 2581            |        |
| 3   | GM    | Li Chao          | 2566 | CHN    | 7  | 8  | 3 | 11   | 18      | 2582            |        |
| 4   |       | Yu Yangyi        | 2312 | CHN    | 5  | 6  | 2 | 8    | 13      | 2545            | IM     |
| 5   | IM    | Zhao Xue         | 2517 | CHN    | 10 | 5  | 3 | 12,5 | 18      | 2507            |        |
| 6   | IM    | Wang Yu          | 2391 | CHN    | 4  | 10 | 4 | 9    | 18      | 2400            |        |

## Hebei Steel Circle
| Nr. | Titel | Name            | Elo  | Nation | G | R | V | Pkt. | Partien | Elo-Performance | Normen |
| --- | ----- | --------------- | ---- | ------ | - | - | - | ---- | ------- | --------------- | ------ |
| 1   | GM    | Zhang Pengxiang | 2640 | CHN    | 7 | 8 | 3 | 11   | 18      | 2583            |        |
| 2   | GM    | Zhang Zhong     | 2617 | SIN    | 6 | 6 | 3 | 9    | 15      | 2540            |        |
| 3   | GM    | Peng Xiaomin    | 2590 | CHN    | 4 | 7 | 3 | 7,5  | 14      | 2537            |        |
| 4   | IM    | Wang Rui        | 2422 | CHN    | 0 | 0 | 1 | 0    | 1       |                 |        |
| 5   |       | Wan Yunguo      | 2389 | CHN    | 0 | 2 | 4 | 1    | 6       | 2339            |        |
| 6   | GM    | K. Humpy        | 2618 | IND    | 2 | 1 | 3 | 2,5  | 6       | 2389            |        |
| 7   | WGM   | Qin Kanying     | 2465 | CHN    | 6 | 8 | 1 | 10   | 15      | 2451            |        |
| 8   | WIM   | Liu Pei         | 2247 | CHN    | 0 | 4 | 3 | 2    | 7       | 2232            |        |
| 9   |       | Wang Doudou     | 2190 | CHN    | 2 | 2 | 4 | 3    | 8       | 2203            |        |

## Tianjin Nankai University
| Nr. | Titel | Name                    | Elo  | Nation | G | R | V | Pkt. | Partien | Elo-Performance | Normen |
| --- | ----- | ----------------------- | ---- | ------ | - | - | - | ---- | ------- | --------------- | ------ |
| 1   | GM    | Wang Yue                | 2698 | CHN    | 8 | 7 | 0 | 11,5 | 15      | 2735            |        |
| 2   |       | Lin Chen                | 2378 | CHN    | 2 | 9 | 3 | 6,5  | 14      | 2473            | IM     |
| 3   |       | Li Haoyu                | 2328 | CHN    | 5 | 4 | 8 | 7    | 17      | 2429            |        |
| 4   |       | Xu Hanbing              | 2308 | CHN    | 0 | 4 | 4 | 2    | 8       | 2365            |        |
| 5   | IM    | D. Harika               | 2461 | IND    | 5 | 3 | 1 | 6,5  | 9       | 2484            |        |
| 6   | WGM   | Batchujagiin Möngöntuul | 2402 | MGL    | 1 | 2 | 0 | 2    | 3       |                 |        |
| 7   | WGM   | Ning Chunhong           | 2359 | CHN    | 6 | 5 | 7 | 8,5  | 18      | 2356            |        |
| 8   |       | Wang Xinyue             | 1966 | CHN    | 1 | 1 | 4 | 1,5  | 6       | 2238            |        |

## Shandong Torch Real Estate
| Nr. | Titel | Name        | Elo  | Nation | G | R  | V | Pkt. | Partien | Elo-Performance | Normen |
| --- | ----- | ----------- | ---- | ------ | - | -- | - | ---- | ------- | --------------- | ------ |
| 1   | GM    | Bu Xiangzhi | 2691 | CHN    | 7 | 6  | 1 | 10   | 14      | 2605            |        |
| 2   | GM    | Zhao Jun    | 2589 | CHN    | 4 | 11 | 0 | 9,5  | 15      | 2578            |        |
| 3   | GM    | Wen Yang    | 2497 | CHN    | 2 | 11 | 5 | 7,5  | 18      | 2428            |        |
| 4   |       | Wu Kaiyu    | 2299 | CHN    | 0 | 3  | 4 | 1,5  | 7       | 2294            |        |
| 5   | WGM   | Hou Yifan   | 2527 | CHN    | 8 | 4  | 3 | 10   | 15      | 2497            |        |
| 6   | WGM   | Zhang Jilin | 2345 | CHN    | 1 | 12 | 5 | 7    | 18      | 2302            |        |
| 7   |       | Zhou Min    | 2205 | CHN    | 0 | 0  | 3 | 0    | 3       |                 |        |

## Zhejiang
| Nr. | Titel | Name              | Elo  | Nation | G | R | V | Pkt. | Partien | Elo-Performance | Normen |
| --- | ----- | ----------------- | ---- | ------ | - | - | - | ---- | ------- | --------------- | ------ |
| 1   | GM    | Wladimir Malachow | 2689 | RUS    | 6 | 6 | 0 | 9    | 12      | 2649            |        |
| 2   | GM    | Nigel Short       | 2645 | ENG    | 1 | 4 | 1 | 3    | 6       | 2444            |        |
| 3   |       | Ding Liren        | 2395 | CHN    | 2 | 5 | 3 | 4,5  | 10      | 2499            | IM     |
| 4   |       | Zhang Ziyang      | 2416 | CHN    | 1 | 3 | 4 | 2,5  | 8       | 2412            |        |
| 5   |       | Xiu Deshun        | 2371 | CHN    | 2 | 8 | 4 | 6    | 14      | 2431            |        |
| 6   |       | Yu Lie            | 2366 | CHN    | 0 | 2 | 2 | 1    | 4       |                 |        |
| 7   | GM    | Zhu Chen          | 2548 | QAT    | 2 | 2 | 3 | 3    | 7       | 2361            |        |
| 8   | GM    | Xu Yuhua          | 2500 | CHN    | 7 | 7 | 3 | 10,5 | 17      | 2460            |        |
| 9   | WFM   | Ding Yixin        | 2292 | CHN    | 1 | 5 | 3 | 3,5  | 9       | 2257            |        |
| 10  |       | Wang Xiaohui      | 2211 | CHN    | 2 | 0 | 1 | 2    | 3       |                 |        |

## Chongqing Mobile
| Nr. | Titel | Name               | Elo  | Nation | G  | R  | V | Pkt. | Partien | Elo-Performance | Normen |
| --- | ----- | ------------------ | ---- | ------ | -- | -- | - | ---- | ------- | --------------- | ------ |
| 1   | GM    | Alexander Motyljow | 2666 | RUS    | 6  | 3  | 0 | 7,5  | 9       | 2697            |        |
| 2   | GM    | Wu Wenjin          | 2442 | CHN    | 1  | 10 | 4 | 6    | 15      | 2378            |        |
| 3   | IM    | Wang Yaoyao        | 2434 | CHN    | 0  | 1  | 2 | 0,5  | 3       |                 |        |
| 4   | FM    | Qiao Liang         | 2348 | CHN    | 3  | 3  | 7 | 4,5  | 13      | 2413            |        |
| 5   |       | Wang Chen          | 2356 | CHN    | 2  | 7  | 5 | 5,5  | 14      | 2394            |        |
| 6   | WGM   | Huang Qian         | 2430 | CHN    | 6  | 8  | 4 | 10   | 18      | 2391            |        |
| 7   |       | Tan Zhongyi        | 2353 | CHN    | 12 | 1  | 5 | 12,5 | 18      | 2492            | IM     |

## Jiangsu Blue Perot
| Nr. | Titel | Name           | Elo  | Nation | G | R | V | Pkt. | Partien | Elo-Performance | Normen |
| --- | ----- | -------------- | ---- | ------ | - | - | - | ---- | ------- | --------------- | ------ |
| 1   | GM    | Zhao Zong-Yuan | 2567 | AUS    | 3 | 2 | 1 | 4    | 6       | 2649            |        |
| 2   | GM    | Abhijit Kunte  | 2547 | IND    | 1 | 1 | 1 | 1,5  | 3       |                 |        |
| 3   | GM    | Xu Yun         | 2534 | CHN    | 3 | 8 | 7 | 7    | 18      | 2427            |        |
| 4   |       | Zhou Weiqi     | 2530 | CHN    | 5 | 9 | 4 | 9,5  | 18      | 2577            | IM     |
| 5   |       | Sun Hui        | 2263 | CHN    | 0 | 2 | 7 | 1    | 9       | 2152            |        |
| 6   | WGM   | Ruan Lufei     | 2495 | CHN    | 6 | 5 | 3 | 8,5  | 14      | 2468            |        |
| 7   | WGM   | Shen Yang      | 2429 | CHN    | 4 | 7 | 5 | 7,5  | 16      | 2346            |        |
| 8   |       | Guo Qi         | 2027 | CHN    | 1 | 3 | 2 | 2,5  | 6       | 2287            |        |

## Guangdong
| Nr. | Titel | Name          | Elo  | Nation | G | R | V | Pkt. | Partien | Elo-Performance | Normen |
| --- | ----- | ------------- | ---- | ------ | - | - | - | ---- | ------- | --------------- | ------ |
| 1   | GM    | Yu Shaoteng   | 2505 | CHN    | 1 | 4 | 4 | 3    | 9       | 2344            |        |
| 2   | GM    | Li Shilong    | 2502 | CHN    | 7 | 5 | 3 | 9,5  | 15      | 2582            |        |
| 3   | GM    | Liang Chong   | 2488 | CHN    | 7 | 6 | 5 | 10   | 18      | 2500            |        |
| 4   | GM    | Liang Jinrong | 2476 | CHN    | 1 | 6 | 5 | 4    | 12      | 2419            |        |
| 5   | WGM   | Li Ruofan     | 2425 | SIN    | 3 | 4 | 5 | 5    | 12      | 2362            |        |
| 6   | WIM   | Kuang Yinghui | 2264 | CHN    | 1 | 2 | 6 | 2    | 9       | 2098            |        |
| 7   |       | Xu Tong       | 2188 | CHN    | 1 | 6 | 8 | 4    | 15      | 2208            |        |

## Wuxi Tiancheng Real Estate
| Nr. | Titel | Name                    | Elo  | Nation | G | R | V | Pkt. | Partien | Elo-Performance | Normen |
| --- | ----- | ----------------------- | ---- | ------ | - | - | - | ---- | ------- | --------------- | ------ |
| 1   | GM    | Ernesto Inarkiew        | 2681 | RUS    | 4 | 2 | 0 | 5    | 6       | 2772            |        |
| 2   | GM    | Viktor Bologan          | 2665 | MDA    | 1 | 0 | 1 | 1    | 2       |                 |        |
| 3   | GM    | Merab Gagunaschwili     | 2553 | GEO    | 1 | 2 | 0 | 2    | 3       |                 |        |
| 4   |       | Wang Li                 | 2330 | CHN    | 1 | 3 | 8 | 2,5  | 12      | 2281            |        |
| 5   |       | Ji Dan                  | 2286 | CHN    | 0 | 5 | 4 | 2,5  | 9       | 2344            |        |
| 6   |       | Lu Shanglei             | 2208 | CHN    | 1 | 2 | 4 | 2    | 7       | 2354            |        |
| 7   |       | Jia Haoxiang            | 2193 | CHN    | 0 | 9 | 5 | 4,5  | 14      | 2401            |        |
| 8   |       | Lu Hailei               |      | CHN    | 0 | 1 | 0 | 0,5  | 1       |                 |        |
| 9   | IM    | Jekaterina Kowalewskaja | 2421 | RUS    | 0 | 2 | 1 | 1    | 3       |                 |        |
| 10  | WFM   | Guo Jun                 | 2269 | CHN    | 0 | 2 | 5 | 1    | 7       | 2143            |        |
| 11  | WGM   | Gu Xiaobing             | 2214 | CHN    | 6 | 4 | 7 | 8    | 17      | 2341            |        |
| 12  |       | Pan Qian                | 2154 | CHN    | 2 | 1 | 6 | 2,5  | 9       | 2247            |        |